# Scott Forstall
Scott Forstall (1969) é um engenheiro de software estadunidense, conhecido por seu antigo trabalho na Apple. Começou sua carreira na NeXT e depois foi para a Apple, onde se tornou vice-presidente de software, responsável pela criação e desenvolvimento do iOS (sistema operacional do iPhone, iPod touch e iPad).

## Vida Pessoal
De acordo com um artigo da Businessweek, Forstall veio de uma família classe-média, em Washington. Foi o segundo de três filhos, meninos, com a mãe enfermeira e o pai engenheiro. Um de seus irmão atualmente trabalha na equipe de design da Microsoft.
Forstall sempre teve interesse em matemática e ciências, com grande capacidade de aprendizagem. Ganhou muita experiência programando para o Apple II.
Ele pulou um ano do colégio e assim entrou antes no Ensino Médio. Sempre teve as notas mais altas da turma. Se formou em Ciência da Computação pela Universidade de Stanford em 1991.